# Менцель, Гериберт
Ге́риберт Ме́нцель (нем. Herybert Menzel; 10 августа 1906 год, Оборник под Познанью — февраль 1945, Тирштигель под Познанью) — немецкий поэт и писатель в Третьем рейхе. Член Бамбергского поэтического кружка.

## Биография
Гериберт Менцель — сын почтсекретаря, вырос в пограничном городке Тирштигеле. Получив аттестат зрелости в Кроссене, проучился два семестра на юридическом факультете Бреславльского и Берлинского университетов, а затем вернулся в родной город, где зарабатывал на жизнь литературным трудом. Основополагающей темой в творчестве Менцеля стала напряжённость в отношениях между поляками и немцами в так называемой марке Познань—Западная Пруссия. В первом романе «Спорная земля» (Umstrittene Erde, 1930) Менцель обратился к политическим конфликтам, разгоревшимся на его родине в 1918—1919 годах.
В 1933 году Менцель вступил в НСДАП и штурмовые отряды. После прихода национал-социалистов к власти Менцель прославился благодаря своим лирическим произведениям, песням и кантатам. В октябре 1933 года в числе 88 деятелей литературы Менцель подписал клятву верности Гитлеру. Стихотворения в сборнике «Маршевый шаг СА» принесли ему прозвище «Гомер штурмовых отрядов». Произведения Менцеля использовались в пропагандистских целях в массовой литературе. В 1933—1945 годах Гериберт Менцель входил в состав правления Имперского союза германских писателей. С 29 марта 1936 года являлся депутатом рейхстага.
В конце войны вступил в фольксштурм и погиб в боях с наступающими советскими войсками. Мать Менцеля сожгла его архив из страха, что тот попадёт в руки советских следователей.
После войны сочинения Гериберта Менцеля в советской зоне оккупации Германии вошли в список изъятой литературы.
Гериберт Менцель был близким другом сестёр Зиверт — художницы Клары и писательницы Элизабет. Стихотворение Гериберта Менцеля «Товарищ» фальсификатор Конрад Куяу в так называемых «дневниках Гитлера» выдал за поэтическое творение фюрера.